# Jonas Elg (instrumentmakare)
Jonas Elg, född omkring 1670, död 12 juni 1732 i Stockholm, var en instrumentmakare och gardeskarl i Stockholm. 

## Biografi
Jonas Elg var verksam som instrumentmakare mellan 1713 och 1732 i Stockholm. Han hade sin verksamhet på kvarteret Torsken i Norrmalm. 1725 började gesällen Olof Arling att arbeta hos honom. Elg avled 12 juni 1732. I bouppteckningen efter honom nämns  fyra fioler. Arling tog över verksamheten och verktygen efter Elg.
Elg gifte sig andra gången 7 maj 1728 med pigan Brita Olofsdotter Ström. De fick tillsammans barnen Christina (född 1728), Jonas (född 1730) och Brita Catharina (född 1732).

## Instrument

### Bevarade instrument
- Cister eller Luta som tillverkades 1713 av Elg. Förvaras på Statens historiska museum, Åbo, Finland.[1]
- Viola da Gamba (tenor) som tillverkades 1714 av Elg. Senare omändrade till cello.  Förvaras på Musikhistoriska museet, Stockholm.[1]
- Kontrabas som tillverkades 1718 av Elg. Förvaras på Nordiska museet, Stockholm.[1]
- Luta som tillverkades 1729 av Elg. Förvaras på Musikhistoriska museet, Stockholm.[1]
- Altfiol som tillverkades 1732 av Elg. Förvaras idag på Linköpings gymnasium. 1732 köps två altfioler in till Linköpings gymnasium av Johan Christer Duræus.

### Reparationer
- Luta som reparerades 1732 av Elg. Förvaras på Musikhistoriska museet, Stockholm.[1]
- Luta som reparerades 1732 av Elg. Förvaras på Musikhistorisches Museum Von Wilhelm Heyer, Köln.[1]